# 中国空气动力学会
中国空气动力学会是中国空气动力学领域的学术团体，隶属于中国科学技术协会。

## 概况
中国空气动力学会的前身中国空气动力学研究会由著名空气动力学家钱学森发起，1980年6月10日在上海成立，首任会长为庄逢甘，名誉会长为钱学森、沈元。1989年改名为中国空气动力学会。
中国空气动力学会共设有九个专业委员会，分别为风工程与工业空气动力学、低跨超声速空气动力学、高超声速空气动力学、物理气体动力学、计算空气动力学、空气弹性力学、风能空气动力学、流动显示、测控。
《空气动力学学报》（季刊）是中国空气动力学会主办的出版物。

## 历任理事长（会长）
注：标有符号*的为名誉理事长（会长）
- 第一届（1980年）：庄逢甘、钱学森*、沈元*
- 第二届（1984年）：庄逢甘、钱学森*、沈元*
- 第三届（1994年）：庄逢甘、钱学森*、沈元*
- 第四届（2002年）：张涵信、庄逢甘*、钱学森*、沈元*
- 第五届（2005年）[2]：张涵信、庄逢甘*、钱学森*
- 第六届（2010年）[3]：邓小刚、张涵信*